# الهيئة العامة للاستثمار (الكويت)
الهيئة العامة للإستثمار هي هيئة حكومية كويتية مستقلة مسئولة عن إدارة صندوقي الاحتياطي العام واحتياطي الأجيال القادمة نيابة عن دولة الكويت. بالإضافة إلى إدارة أيّ اعتمادات أخرى تعهد إليها من قبل وزير الماليّة. ويشمل النشاط الأستثماري للهيئة السوق الكويتي المحلّيّ والأسواق العربيّة والدوليّة من خلال مكتبها الرّئيسيّ في دولة الكويت ومكتب الاستثمار الكويتي في لندن. وتعد الهيئة هي صندوق الثروة السيادي الكويتي، الذي يدير احتياطي الدولة وصندوق التوليد المستقبلي للدولة.
تأسست الهيئة العامة للاستثمار في سنة 1953، وهي أقدم صندوق للثروة السيادية في العالم. وفي يوليو 2024 كانت الهيئة هي خامس أكبر صندوق ثروة سيادية في العالم بأصول مُدارة تبلغ 980 مليار دولار أمريكي.

## حجم الأصول
تقدر وكالة فيتش للتصنيف الائتماني الأصول التي تديرها الهيئة بنحو 738 مليار دولار منها 490 مليار دولار في صندوق احتياطي الأجيال القادمة  وقد بلغت صافي أرباح الهيئة 79.5 مليار دولار عن استثمار احتياطيات الدولة، خلال السنوات الثلاث من العام المالي 2014/ 2015 وحتى العام المالي 2016/ 2017. وبذلك يصل متوسط صافي الربح السنوي لاستثمارات أصول الصندوق السيادي الكويتي خلال السنوات الثلاث الماضية إلى 26.5 مليار دولار سنويا 

## أهم الاستثمارات
- الكويت - صناديق استثمارية متنوعة - بما يقارب 350 مليون دينار كويتي
- سويسرا - سلسلة فنادق فيكتوريا جينجفراو كوليكشن - نسبة الملكية 23.81%
- البحرين - شركة المجموعة العربية للتأمين - نسبة الملكية 12.35%
- الأردن - شركة مناجم الفوسفات الأردنية - نسبة الملكية 9.3%
- ألمانيا - شركة الصناعات GEA Group - نسبة الملكية 7.9%
- ألمانيا - دايملر بنز - نسبة الملكية 7.6%
- الولايات المتحدة - سيتي غروب - نسبة الملكية 6%
- الولايات المتحدة - ميريل لينش - نسبة الملكية 4.8%
- المملكة المتحدة - بي بي - نسبة الملكية 1.75%

### الشركات المملوكة للهيئة
- المجموعة الاستثمارية العقارية الكويتية
- الشركة الوطنية لمشاريع التكنولوجيا
- سينت مارتنس (St Martins) - تعتبر الذراع العقارية للهيئة في أوروبا وأستراليا و يقع مقرها في لندن
- فوسترلين العقارية (Fosterlane Reality) - الذراع العقارية في الولايات المتحدة الأمريكية
- رين هاوس (Wren House Infrastructure) - شركة تابعة لمكتب الإستثمار الكويتي في لندن ومتخصصة بالإستثمار في البنية التحتية في أمريكا الشمالية وأوروبا وأستراليا
- مؤسسة البترول الكويتية وشركاتها التابعة
- الشركة الكويتية للإستثمار
- ايكويتي القابضة - ذراع الهيئة في مصر
- ايكويتي كابيتال -  ذراع الهيئة في تونس
- شركة صندوق الاجيال الإستثمارية القابضة - ذراع الهيئة في المغرب
- شركة المشروعات السياحية
- شركة مخازن الدقيق والمطاحن الكويتية
- شركة الخطوط الجوية الكويتية
- شركة المواشي الكويتية

## وصلات خارجية
- الموقع الرسمي للهيئة